# Napalm Market
Napalm Market is de eerste demoband van de Finse band Lordi, daterend uit 1993.

## Geschiedenis
Lordi was oorspronkelijk een soloproject van Tomi Putaansuu (Mr. Lordi): hij speelde alles zelf met uitzondering van de gitaarsolo's. Van Napalm Market bestaan maar vijf exemplaren, waarvan alleen Mr. Lordi weet wie ze in bezit heeft. Inferno is het enige liedje van de demo-uitgave dat zou worden uitgebracht, te weten op een verzamelalbum van Finse bands uit 1995 getiteld Rockmurskaa, en I Would Do It All for You verscheen later als Would You Love a Monsterman? op Lordi's debuutalbum Get Heavy uit 2002 en als single. Het muziekcassettedoosje van Napalm Market toont een foto van vrouwen die watermeloenen aan het inpakken zijn.

## Tracklist
1. Saga
2. Interball Mexico
3. Antibohemian
4. Pain In Spain